# Wahlen 1906
◄◄ | ◄ | 1902 | 1903 | 1904 | 1905 | Wahlen 1906 | 1907 | 1908 | 1909 | 1910 | ► | ►►

Weitere Ereignisse
Folgende Wahlen fanden im Jahre 1906 statt:
- vom 12. Januar bis 10. Februar 1906 die britischen Unterhauswahlen
- am 1. März die Präsidentschaftswahl in Brasilien 1906
- im März die Wahl zur Duma in Russland 1906
- vom 29. April bis zum 8. Mai die Parlamentswahl in Ungarn 1906
- am 6. und 20. Mai die Wahl zur Abgeordnetenkammer in Frankreich.
- zwischen dem 18. und 21. Juli die Wahl zum Landtag in Liechtenstein 1906
- am 24. Oktober die Parlamentswahl in Norwegen 1906
- am 6. November 1906 die Wahlen zum Repräsentantenhaus der Vereinigten Staaten 1906